# Соханская, Надежда Степановна
Надежда Степановна Соханская (17 февраля [1 марта] 1823, по другим сведениям 1825, хутор Весёлый, Курская губерния — 3 [15] декабря 1884, хутор Макаровка Изюмского уезда Харьковской губернии) — русская писательница, которая публиковалась под псевдонимом Кохановская.

## Биография
Родилась в дворянской семье в Курской губернии. Отец её — кавалерийский ротмистр — рано умер и оставил жену и трёх детей в очень стеснённых обстоятельствах. 9-ти лет была отдана в Харьковский институт благородных девиц, где небогатой девочке жилось очень трудно и невесело, но курс она, однако, кончила с шифром. По окончании института жила в родовом степном хуторе, Макаровке (Изюмского уезда), где впоследствии умерла.
Небольшие средства всецело шли на воспитание и баловство двух братьев, видимо, некрасивой и не блестящей девушки. Её первые произведения сочинялись на оборотной стороне старых ротных донесений покойного отца. Тем не менее Н. Соханская уже в 1846 г. отправила к П. Плетнёву, издававшему тогда «Современник», повесть «Графиня Д***».
Плетнев не взял повесть, потому что ему показалось, что она написана в несимпатичном ему стиле французской беллетристики, но он сразу заметил в Соханской крупный талант, вступил с ней в переписку и просил её рассказать свою жизнь. Соханская прислала обширную автобиографию. Это произведение, одновременно рисующее институтский и помещичий быт и психологию одиночества. Эта автобиография могла увидеть свет только пять — десять лет спустя («Русское обозрение», 1896, № 6—12). Плетнёв оценил её как «гениальную», давал читать В. Жуковскому и императрице Марии Александровне.
Их деятельная переписка велась до смерти Плетнёва в 1865 году, но увиделись они только в 1862 г., когда Н. Соханской удалось преодолеть финансовые препятствия и выбраться в Петербург. Здесь она была представлена императрице и получила от неё подарок.
Литературная известность (до того напечатана в «Отечественных записках» (1848, № 12) повесть «Графиня Д***», в «Современнике» (1850, № 12) повесть «Соседи», несколько корреспонденций в «Санкт-Петербургских ведомостях» 1854—1855 гг.) приобретается ею, когда в «Пантеоне», в 1856 г. была напечатана первая часть рассказа «Гайка», a в «Русском вестнике», 1858 г., лучшая её вещь — «После обеда в гостях».
Позднее появились в печати «Любила» («Библиотека для чтения», 1858, № 7), «Из провинциальной галереи портретов» («Русский вестник», 1859, № 5), «Гайка» (в полном виде «Русское слово», 1860, № 4), «Кирилла Петров и Настасья Дмитрова» («День», 1862), «Старина» («Отечественные записки», 1861, № 3 и 4), «Давняя встреча» («День», 1862); «Рой-Феодосий Саввич на покое» («День», 1864), «Слава Богу, что мужик лапотку сплёл», народная комедия («Заря», 1871, № 1) и небольшие газетные заметки в «Дне», «Руси» и «Гражданине».
После смерти, кроме автобиографии, напечатаны: «Степная барышня сороковых годов» и «Сумеречные рассказы» («Русь», 1885) и обширная переписка её с Аксаковым («Русское обозрение» и «Русский архив», 1897). Отдельным изданием вышли: «Повести» в 2 ч. (Москва, 1863); «После обеда в гостях» (Санкт-Петербург, 1885) и «Кирилла Петров и Настасья Дмитрова» (Санкт-Петербург, 1886).